# 東沙島
東沙島是南海上東沙群島的主島，面积1.8平方公里，是南海数百个岛礁中最大的岛屿之一。由中華民國管轄。因为岛屿形状如牙，俗名月牙岛，但因位居珠江口“南澳”之外，所以在清朝《海國聞見錄》中称为“南澳气”，又名大东沙。有清朝渔民建造的渔村和庙宇，如大王庙，毁后重建並增祀媽祖。岛上曾有气象台、无线电台和灯塔，便利海上航行。

## 歷史
- 晉朝：裴渊《广州记》云：“珊瑚洲在县（今东莞）南五百里。昔人于海中捕鱼，得珊瑚。”[3]
- 明朝万历年间（1610-1620年）绘制的塞尔登地图上，圆圈内注记「南澳氣」指東沙島[4]。
- 1800年，英国东印度公司的塔爾伯特伯爵號（英语：Earl Talbot (1797 EIC ship)）在此觸礁[5]。當時此礁稱為"Perates"[6]。
- 1851年，英國列那狐號蒸汽炮船（英语：HMS Reynard (1848)）在此觸礁[7]，港英當局因此曾計畫在此島建立燈塔。1858年，英國撒拉森人號風帆炮船（英语：HMS Saracen (1831)）首次繪製本島詳細地圖出版[8]。
- 1878年，英国水文地理学家亚历山大·乔治·芬德利（英語：Alexander G. Findlay）出版《印度群岛、中国和日本航海指南》（A Directory for the Navigation of the Indian Archipelago, China, and Japan），其中有记载：

|  | “东沙岛位于东沙环礁的西部边缘，靠近环礁沉陷地带的中央。……它由沙子构成， 找不到固体颗粒或泥土，形状为马鞍型，环抱着一个浅水湾即泻湖，泻湖深入至它的西端约半英里，为中国渔民提供了避风场所，他们在每年早些时候来这里捕鱼。在沙滩上挖掘数英尺就可以找到带有咸味的水。有大量的塘鹅，可以用棍子把它们击倒。” |

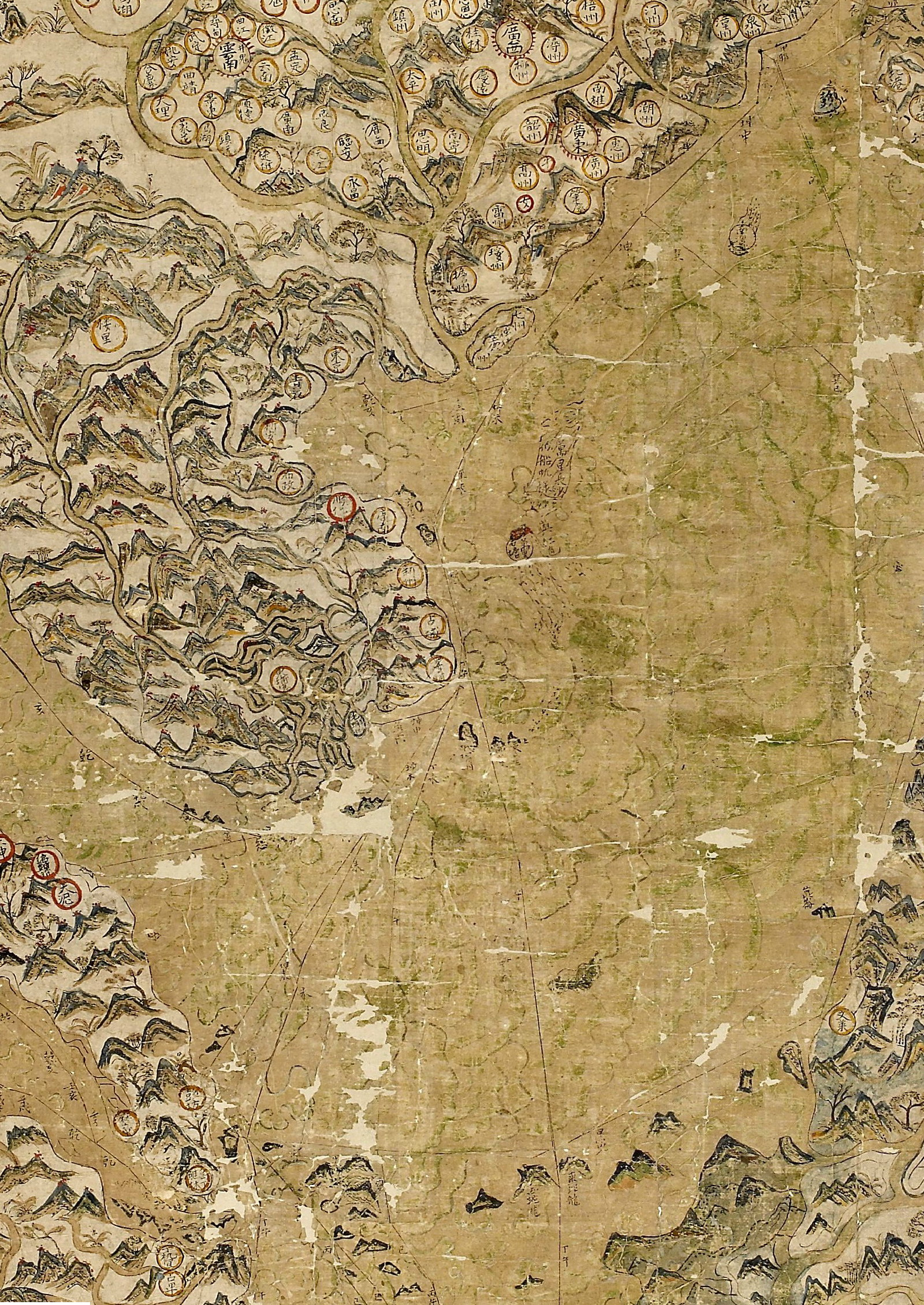
塞尔登地图畫出圓圈形的南澳氣
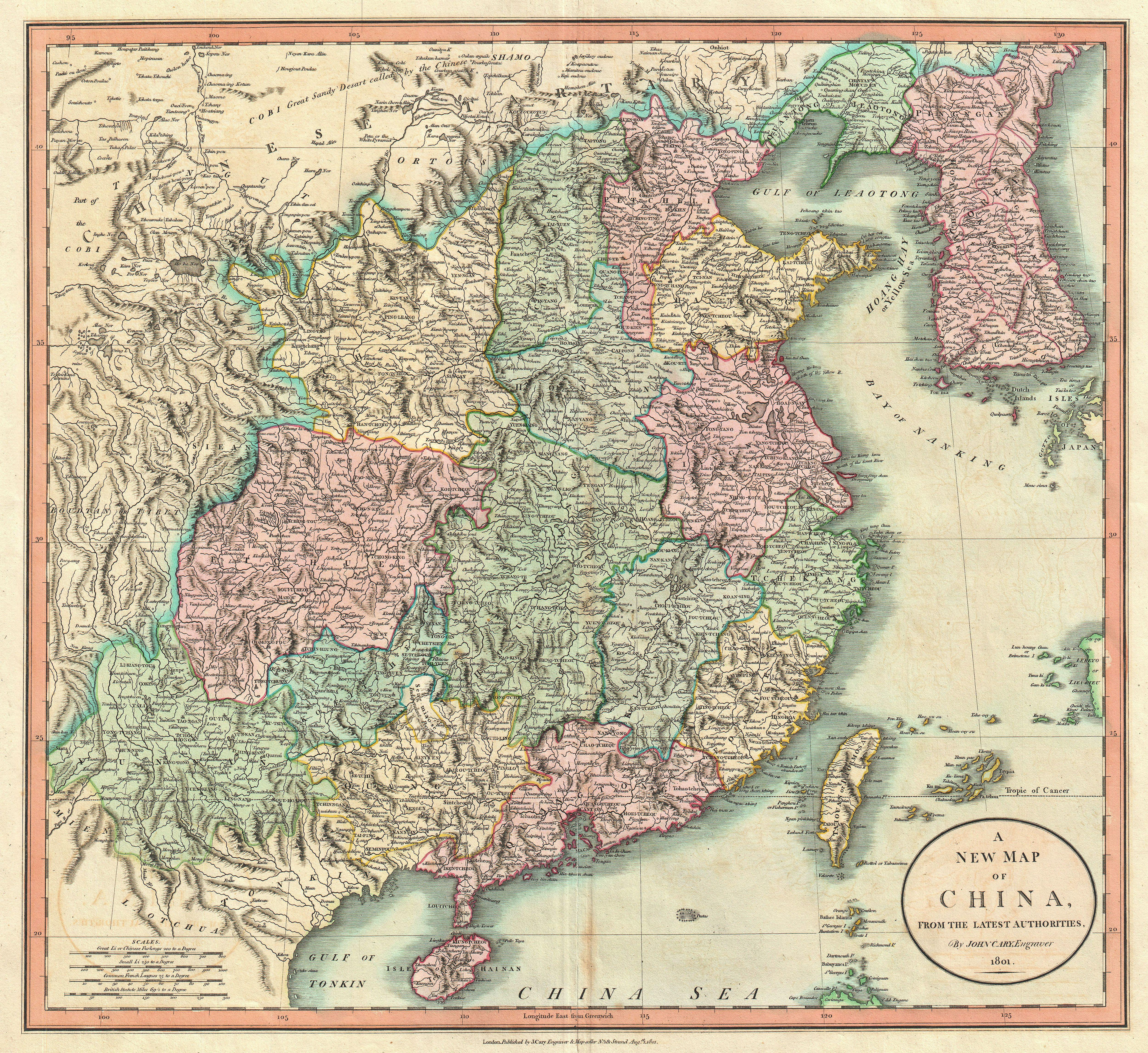
1801年英國繪製的地圖畫出Pratas
1858年英國繪製的東沙島地圖

- 1907年8月，日商西澤吉治聚眾佔領東沙，插旗改名為“西泽岛”，在島上修築碼頭、鐵軌等建物，目的在開採磷酸礦物、海人草、魚介貝類及海龜等水產資源，興建木造房屋20餘座，建海水淡化廠一間和水池供蓄及養龜，設電話線及吸水管路等設備。[10]
- 1908年，英國欲在島上建置燈塔，所生之歸屬問題迫使清廷正視東沙島為日人所佔。[10]
- 1909年李準出巡外海至東沙島，發現日人已占據之。李準回廣東後請示兩廣總督張人駿，電告外務部，與日人交涉，日公使要求二百年以前之圖為證據。中方發現了1901年出版的《中國江海險要圖誌》[11]，後廣東按察使王秉恩又提出《海國聞見錄》[12]，日本外務部始歸還清朝。清廷償還日商西澤16萬銀元的開發費用，扣抵3萬元補償漁民損失，實付13萬元，並簽訂《交還東沙島條款》。廣東海軍人員于10月正式收回東沙島。11月19日，廣東省府蔡康，在東沙島舉行立碑、升旗儀式，重申主權。行政上归屬廣東省惠州府陸豐縣碣石鎮[10][13][14]。
- 民国以后，广东省政府负责东沙岛的招商开发。防务由海军负责。1925年，海军少将许继祥呈准建设气象台。“中华民国海军纪念碑”亦为许继祥所立[15]:48。
- 二戰時為日本佔領，實行軍事管制，興建小型機場和海軍罐頭工廠。有作者根据昭和14年（1939年）3月30日台灣總督府令第31號和台灣總督府告示第122號认为，东沙岛在1939年3月劃歸高雄州高雄市管轄的说法不实[10]。
- 1945年8月，日本投降。中华民国政府收回主权，由「臺灣省行政長官公署」接收、管轄南海諸島，劃歸廣東省管轄[10]。
- 1946年9月12日，中华民国政府派遣海军军舰收回，重新竖立国碑，历经五十余年之建设及整备，成为中華民國捍卫南疆最重要的堡垒。
- 1949年初，劃歸海南特別行政區管轄[10]，由中华民国海军代管，设立“海军东沙管理处”。1956年间，管理处改编为“东沙守备区”[15]:48。9月，内政部提出“南海群岛管理局设置办法（草案）”，将东沙岛等南海四群岛屿及附属岛屿与其领海全部置于“南海群岛管理局”之下。东沙岛成立东沙乡，从北至南，分设自由村、平等村、博爱村[15]:49。
- 1979年7月，与南沙群島劃歸高雄市[10]。
- 1999年11月，国军海巡部接管东沙岛。2000年，海巡部改为行政院海巡署海岸巡防总局[15]:49。
- 岛上有清朝渔民建造的渔村和庙宇，如大王庙，毁后重建並增祀媽祖。岛上曾有气象台、无线电台和灯塔，便利海上航行。中華民國海軍功勳艦中海艦曾負責運送補給品到東沙島[15]:137[16]。2021年，為了增強整體防務，海巡署將更新島上雷達系統。[17][18]
- 民用航空方面，东沙岛处于香港管控的飞行情报区内。2020年时，由立榮航空在每週四，以军包机方式載運海巡署、國防部人員往返東沙島。10月5日，该班军包机首次因香港航管要求返航。

## 景觀
- 东沙大王庙：1948年冬季，关公像随独木舟漂流而来，由驻守的中華民國國軍建庙奉祀，後又增祀媽祖等神尊。
- 东沙岛地籍测量纪念碑：1991年建成，由當時高雄市吴敦义市长题字。
- 东沙图书馆：2005年时，藏书已超越20,000册。